# Winston-Salem Open 2015
Winston-Salem Open 2015 byl profesionální tenisový turnaj pořádaný jako součást mužského okruhu ATP World Tour, který se odehrával na otevřených dvorcích s tvrdým povrchem v areálu Wake Forest University. Představoval nástupnický turnaj po událostech na Long Islandu a mužské části Connecticut Open. Konal se mezi 23. až 29. srpnem 2015 v americkém Winston-Salemu, ležícím v Severní Karolíně, jako 47. ročník turnaje.
Turnaj s rozpočtem 695 515 dolarů patřil do kategorie ATP World Tour 250. Jednalo se o poslední čtvrtý díl mužské poloviny letní US Open Series 2015, jakožto závěrečné přípravy před čtvrtým grandslamem sezóny US Open 2015.
Nejvýše nasazeným hráčem ve dvouhře se stal jedenáctý tenista světa Gilles Simon z Francie. Posledním přímým účastníkem hlavní soutěže byl 89. hráč žebříčku James Ward. Po sérii sedmi finálových porážek ve finále vyhrál jihoafrický patnáctý hráč světa Kevin Anderson a získal singlovou trofej. Soutěž čtyřhry ovládl britsko-švédský pár Dominic Inglot a Robert Lindstedt.

## Rozdělení bodů a finančních odměn

### Rozdělení bodů
| Soutěž            | vítězové | finalisté | semifinalisté | čtvrtfinalisté | 16 v kole | 32 v kole | 64 v kole | Q | Q3 | Q2 | Q1 |
| dvouhra mužů (48) | 250      | 150       | 90            | 45             | 20        | 10        | 0         | 5 | 3  | 0  | 0  |
| čtyřhra mužů (16) | 250      | 150       | 90            | 45             | 0         |           |           |   |    |    |    |

### Finanční odměny
| dvouhra                             | $83 000 | $44 245 | $27 270 | $16 050 | $9 355 | $5 685 | $3 460 |
| čtyřhra                             | $34 050 | $17 900 | $9 700  | $5 550  | $3 250 | —      | —      |
| částka ve čtyřhře je uvedena na pár |         |         |         |         |        |        |        |

## Mužská dvouhra

### Nasazení
| Stát                          | Hráč                   | ATP | Nasazení |
| ----------------------------- | ---------------------- | --- | -------- |
| Francie                       | Gilles Simon           | 11. | 1.       |
| Jižní Afrika                  | Kevin Anderson         | 15. | 2.       |
| Francie                       | Jo-Wilfried Tsonga     | 19. | 3.       |
| Srbsko                        | Viktor Troicki         | 20. | 4.       |
| Španělsko                     | Guillermo García-López | 29. | 5.       |
| Brazílie                      | Thomaz Bellucci        | 33. | 6.       |
| USA                           | Sam Querrey            | 34. | 7.       |
| Chorvatsko                    | Borna Ćorić            | 38. | 8.       |
| Francie                       | Benoît Paire           | 42. | 9.       |
| Portugalsko                   | João Sousa             | 44. | 10.      |
| Česko                         | Jiří Veselý            | 45. | 11.      |
| Španělsko                     | Pablo Andújar          | 46. | 12.      |
| USA                           | Steve Johnson          | 48. | 13.      |
| Kypr                          | Marcos Baghdatis       | 50. | 14.      |
| Rusko                         | Teimuraz Gabašvili     | 51. | 15.      |
| Polsko                        | Jerzy Janowicz         | 52. | 16.      |
| Žebříček ATP k 17. srpnu 2015 |                        |     |          |

### Jiné formy účasti
Následující hráči obdrželi divokou kartu do hlavní soutěže:
- Kevin Anderson
- Jared Donaldson
- Tommy Haas
- Gilles Simon

Následující hráči postoupili z kvalifikace:
- Marco Cecchinato
- Pierre-Hugues Herbert
- Martin Kližan
- Frances Tiafoe

### Odhlášení
před zahájením turnaje
- Roberto Bautista Agut → nahradil jej Federico Delbonis
- Víctor Estrella Burgos → nahradil jej James Duckworth
- David Goffin → nahradil jej Malek Džazírí
- Marcel Granollers → nahradil jej James Ward
- Juan Mónaco → nahradil jej Steve Darcis
- Gilles Müller → nahradil jej Marsel İlhan
- Albert Ramos-Viñolas → nahradil jej Chung Hyeon

### Skrečování
- Steve Darcis

## Mužská čtyřhra

### Nasazení
| Stát                                                                     | Hráč              | Stát      | Hráč             | ATP | Nasazení |
| ------------------------------------------------------------------------ | ----------------- | --------- | ---------------- | --- | -------- |
| Polsko                                                                   | Łukasz Kubot      | Kanada    | Daniel Nestor    | 62. | 1.       |
| Filipíny                                                                 | Treat Conrad Huey | Španělsko | David Marrero    | 73. | 2.       |
| USA                                                                      | Eric Butorac      | USA       | Scott Lipsky     | 73. | 3.       |
| Spojené království                                                       | Dominic Inglot    | Švédsko   | Robert Lindstedt | 78. | 4.       |
| Žebříček ATP k 17. srpnu 2015; číslo je součtem umístění obou členů páru |                   |           |                  |     |          |

### Jiné formy účasti
Následující páry obdržely divokou kartu do hlavní soutěže:
- Christian Harrison /  Ryan Harrison
- Skander Mansouri /  Christian Seraphim

## Přehled finále

### Mužská dvouhra
- Kevin Anderson vs.  Pierre-Hugues Herbert, 6–4, 7–5

### Mužská čtyřhra
- Dominic Inglot /  Robert Lindstedt vs.  Eric Butorac /  Scott Lipsky, 6–2, 6–4